# Der Isarflößer

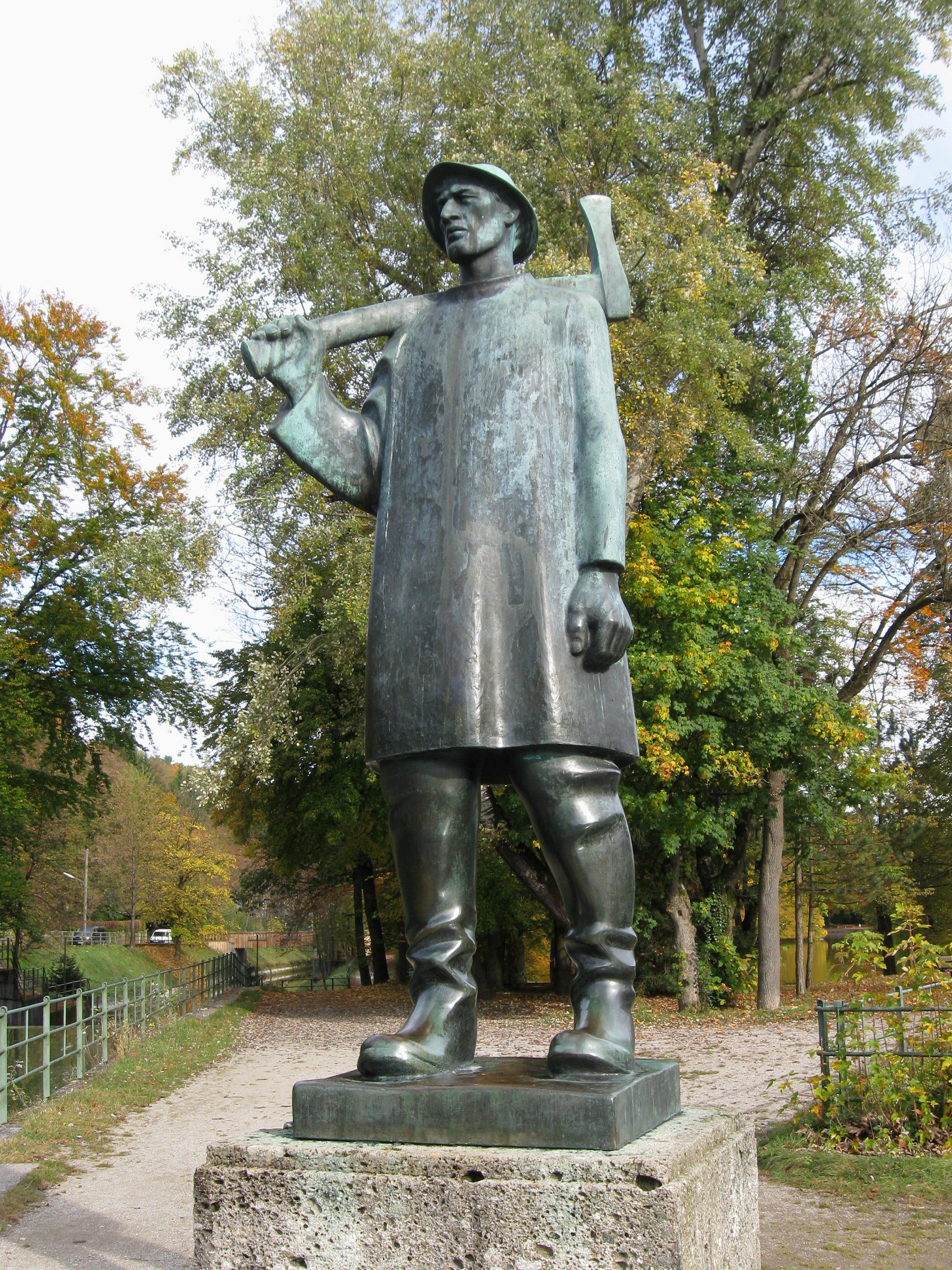
Der Isarflößer

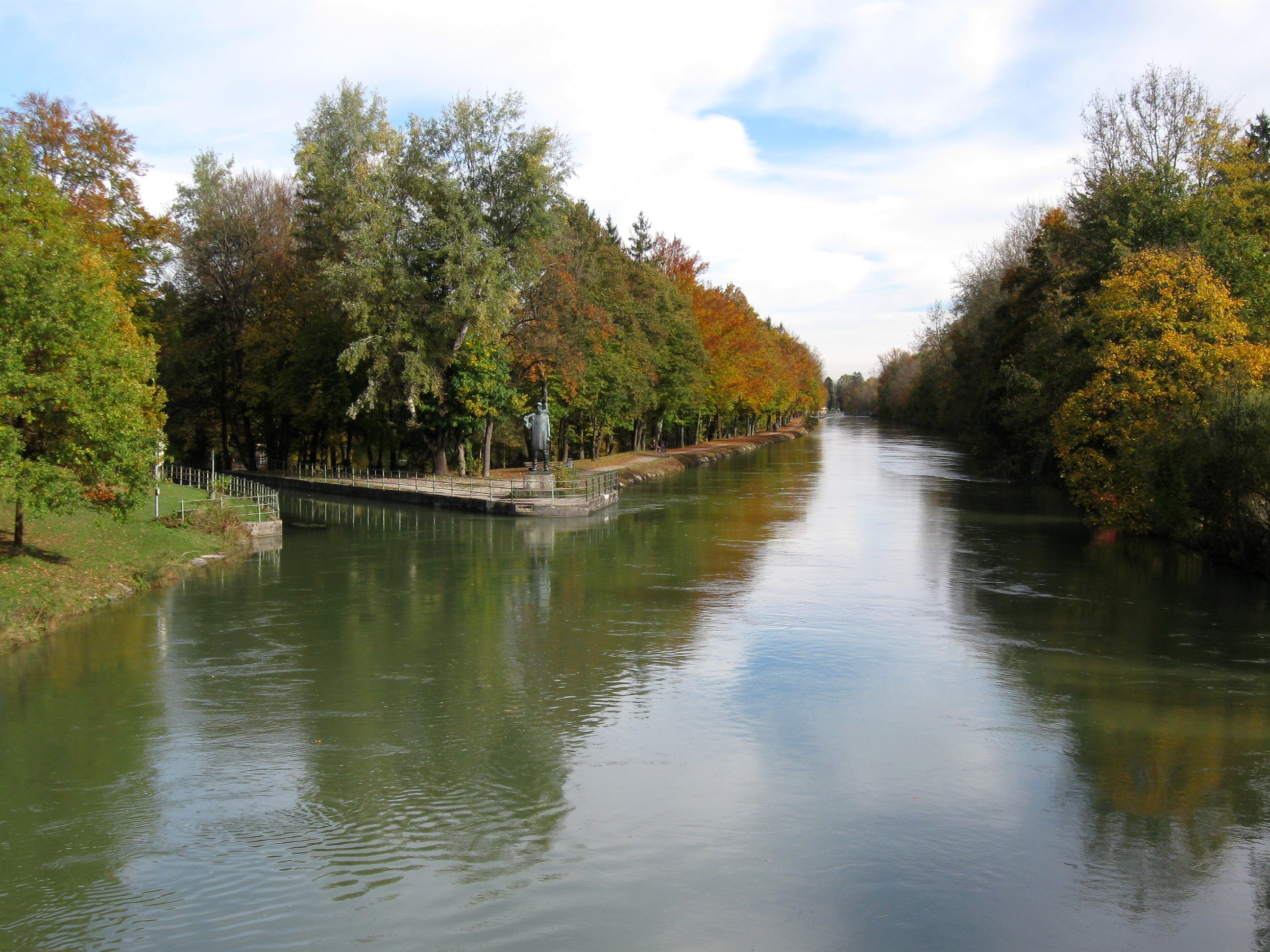
Lage am Abzweig des Floßkanals

Der Isarflößer ist ein Denkmal in München mit einer auf einem Steinsockel stehenden Bronzeskulptur des deutschen Bildhauers Fritz Koelle. Das Denkmal ist als Baudenkmal in die Bayerische Denkmalliste eingetragen.

## Lage
Das Denkmal wurde in Hinterbrühl im Münchener Stadtteil Thalkirchen an jener Stelle errichtet, an der der zur Floßlände führende Floßkanal vom Isar-Werkkanal abzweigt. Die Stadt München hatte das Denkmal für diesen Standort in Auftrag gegeben.

## Geschichte
Koelle schuf die Figur in den Jahren 1938 bis 1939 in seinem charakteristischen Stil monumentaler Arbeiterfiguren. Nachdem er sich nach der Machtergreifung der Nationalsozialisten dem  Vorwurf der „bolschewistischen Kunstauffassung“ ausgesetzt sah, ist beim Isarflößer deutlich sein Versuch der Anpassung an den vorgegebenen Kunstgeschmack erkennbar. Die Plastik wurde 1940 im Rahmen der Großen Deutschen Kunstausstellung im Haus der Deutschen Kunst gezeigt.